# Critoniopsis cinerea
Critoniopsis cinerea là một loài thực vật có hoa trong họ Cúc. Loài này được S.Díaz & Obando mô tả khoa học đầu tiên năm 2002.